# Rusudan Gotsiridze

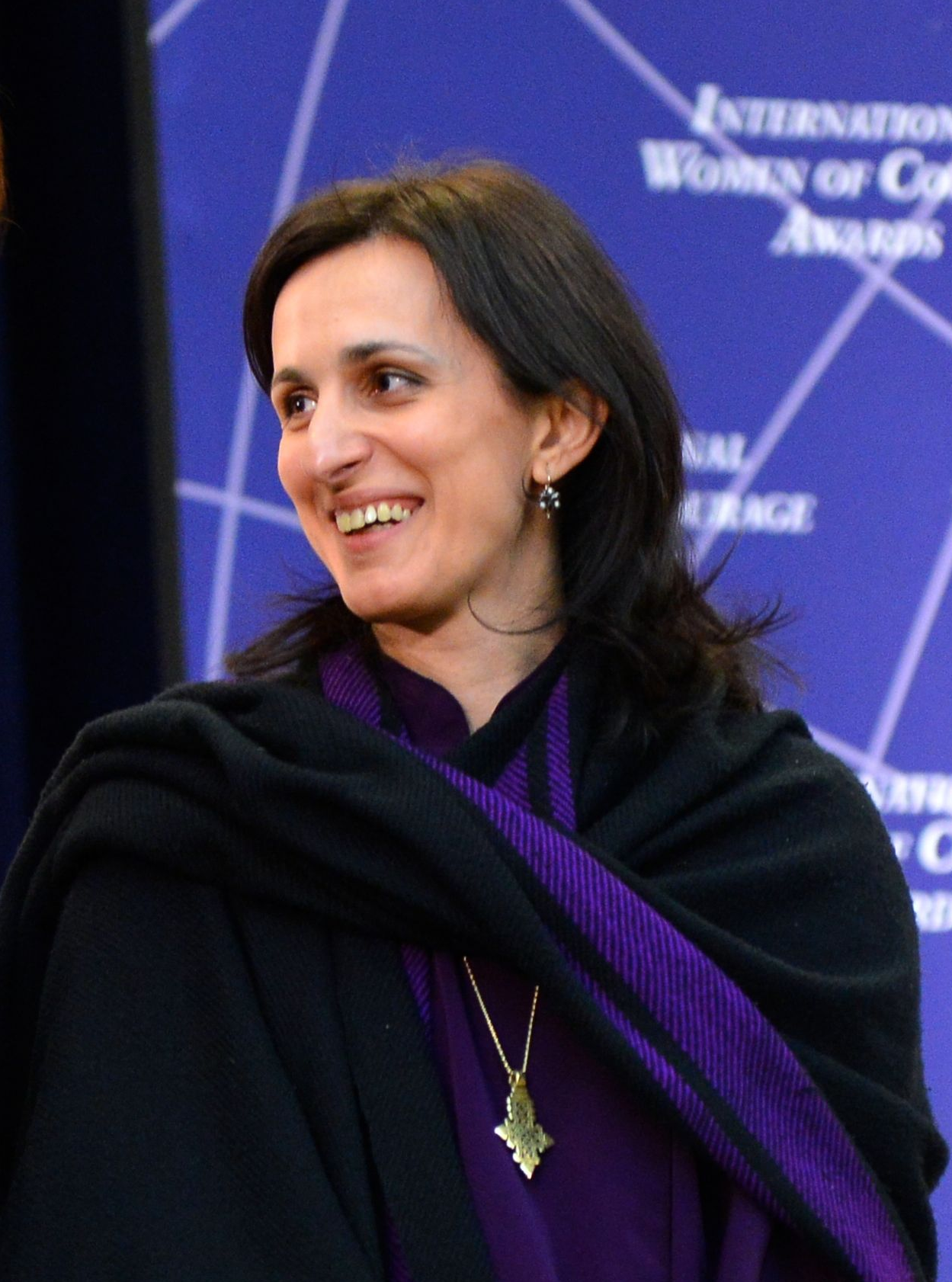
Rusudan Gotsiridze (2014)

Rusudan Gotsiridze (georgisch რუსუდან გოცირიძე, * 8. Februar 1975 in Tiflis) ist Bischöfin der evangelisch-baptistischen Kirche von Georgien. Die Kirche wurde in den 1860er Jahren durch baptistische Mission unter den Molokanen gegründet. Sie hat heute etwa 4000 Mitglieder.

## Leben
Gotsiridze leitete von 2000 bis 2005 die Frauenarbeit ihrer Kirche. Von 2006 bis 2013 arbeitete sie als Forscherin am International Center on Conflict and Negotiations in Tiflis. Seit 2009 ist sie als Bischöfin für die zentrale Region ihrer Kirche sowie für ökumenische Beziehungen zuständig. 2010 wurde sie zur Präsidentin der Synode gewählt.
Als Frau in kirchenleitender Funktion und Repräsentantin einer kleinen Konfession in dem von der Georgischen Orthodoxen Kirche geprägten Land äußert sich Gotsiridze oft zur Rolle von Frauen in der georgischen Gesellschaft. Sie engagiert sich im interreligiösen Dialog und tritt für Religionsfreiheit ein, ein Thema, das besonders die muslimische Minderheit in Georgien betrifft. Gotsiridze setzt sich auch für die Rechte von LGBT in Georgien ein. Seit 2007 gehört sie zum Religious Council, das beim Public Defender of Georgia angesiedelt ist.
Rusudan Gotsiridze wurde 2014 mit dem International Women of Courage Award ausgezeichnet. Im Jahr 2016 zeichnete der georgische Staatspräsident Giorgi Margwelaschwili Gotsiridze mit dem Ehrenorden des Landes für ihren Einsatz im interreligiösen Dialog aus.